# Vliegveld Sint-Denijs-Westrem
Het vliegveld Sint-Denijs-Westrem was een vliegveld bij het Belgisch dorp Sint-Denijs-Westrem, tegenwoordig een deelgemeente van de stad Gent. Het vliegveld verdween in 1984 om plaats te maken voor het tentoonstellingscomplex Flanders Expo.

## Geschiedenis
In 1823, in de Hollandse periode, kochten de Hollanders een terrein bij de Maalte. Het werd "Willemsveld" genoemd en fungeerde als oefenterrein voor hun garnizoenen die in Gent waren gelegerd. Na de Belgische onafhankelijkheid werd het terrein Sint-Denijsplein genoemd en in 1838 bouwde de stad daarnaast een hippodroom.
Gent had op het eind van de 19de eeuw verschillende ballonvaarders en enkele van hen richtten in 1902 de Aéro Club des Flandres (A.C.d.F). Een tijd later werden in Gent de eerste vliegmeetings gehouden, en Gent was daarmee de tweede stad ter wereld waar dit werd gedaan, na Parijs. Aanvankelijk vloog men onder meer vanuit de havenbuurt, maar in 1910 steeg ook een eerste toestel op vanop het oefenveld. Met het oog op de wereldtentoonstelling van 1913 in Gent verhuisde de vliegclub uiteindelijk naar het Sint-Denijsplein, dat dichter bij het tentoonstellingsterrein lag. Vliegenier en luchtacrobaat Adolphe Pégoud kwam hier op 3 november een luchtshow opvoeren ter gelegenheid van de sluiting van de wereldtentoonstelling van 1913.
Tijdens de Eerste Wereldoorlog legden de Duitsers in 1917 op de Maaltekouter, ten noordoosten van het dorpscentrum een vliegveld aan. Er werd een eskader Gotha IV-bommenwerpers gestationeerd die luchtbombardementen uitvoerden op Londen. Hiervoor werd in 1918 de kerktoren door de Duitsers afgebroken. Hij werd weer opgebouwd in 1920. In de omgeving van Gent legden de Duitsers ook het vliegveld Gontrode, vliegveld Scheldewindeke, vliegveld Mariakerke en vliegveld Oostakker aan.
Het vliegveld werd na de oorlog weer gebruikt als oefenterrein en de vliegclub was inactief geworden. Zowel in 1928 als in 1935 maakte men plannen om het vliegveld tot luchthaven uit te bouwen, met bijhorende urbanisatieproject, maar deze plannen gingen niet door. Wel werd er in 1935 een lichtbaken van 21 m hoog optrokken, dat diende als baken voor de vliegroute tussen Brussel en Londen.
In 1940 werd het vliegveld kortstondig gebruikt door de militaire vliegschool van Wevelgem, die haar vliegtuigen overbracht naar Sint-Denijs-Westrem. Tijdens de bezetting in de Tweede Wereldoorlog vergrootten de Duitsers het vliegveld aanzienlijk en bouwden het uit tot een jachtbasis. Er was onder meer een herstellingsatelier voor de jachtvliegtuigen van JG26 die op de vliegvelden van Wevelgem, Moorsele en Rijsel gelegerd waren. Het vliegveld te Sint-Denijs-Westrem werd geen oorlogsbasis, maar werd gebruikt door Duitse koeriervliegtuigen. wegens de aanwezigheid van een hoofdkwartier van Luftwaffe in het Palace Hotel in Gent. In de tweede helft van de oorlog werden palen in het terrein geheid om het onbruikbaar te maken voor een eventuele luchtlanding door geallieerden. Na de Bevrijding in 1944 werd het vliegveld door de Britten in gebruik genomen en uitgebouwd tot een belangrijke vooruitgeschoven basis. Op 11 oktober 1944 landde er de 131 Wing van de RAF, die samengesteld was uit drie Poolse eskaders die van uit Sint-Denijs-Westrem de militaire operaties in Nederland ondersteunden met Spitfire IX-toestellen. In die periode maakten ook Amerikaanse bommenwerpers die van Duitsland terugkwamen met gewonde bemanningsleden in Sint-Denijs-Westrem een noodlanding, wegens de nabijheid van het ziekenhuis Maria Middelares. Op 1 januari 1945 werd het vliegveld door de Duitse Luftwaffe aangevallen en talrijke geallieerde vliegtuigen op de grond vernield. De Poolse Wing was op dat ogenblik naar Nederland gevlogen. De terugkerende Poolse Spitfires overvielen de Duitsers bij hun terugkeer en er ontspon zich een groot luchtgevecht boven Gent en omstreken waarbij 20 vliegtuigen naar beneden geschoten werden, enkele te Sint-Denijs Westrem.
In 1946 werd het vliegveld door de militairen overgedragen aan de Regie der Luchtwegen en werd officieel de luchthaven van Gent, met de internationale kenletters EBGT. Op de vroegere vliegtuigdispersals ontstond de verkaveling Pleispark. Het vliegveld werd fel ingekrompen door de aanleg van de autosnelweg A10 ten zuiden in 1954 en de Ringvaart ten noorden in 1969. Het vliegveld bleef in gebruik. Zo werd in 1971 een volledig verharde startbaan in gebruik genomen en in 1974 een nieuw controlegebouw.
In 1979 werd op en boven de luchthaven een vliegmeeting gehouden, waarbij het vliegtuig Fieseler Fi 156 (de Fieseler Storch) een belangrijke rol speelde.
In 1984 werd de luchthaven uiteindelijk gesloten om plaats te maken voor het tentoonstellingscomplex Flanders Expo. Gedurende de zomer van 1984 werd op het terrein van de luchthaven een vliegerfestival georganiseerd. In 1985 werd op het terrein nog een openluchtmis gehouden door Paus Johannes-Paulus II bij zijn bezoek aan het land. Dit evenement en het vliegveld spelen een centrale rol in de Vlaamse film Café Derby. In 1987 opende het beurscomplex Flanders Expo dan zijn deuren. Waar vroeger de startbaan lag, bevindt zich nu de B402 of Adolphe Pégoudlaan, genoemd naar de vliegenier.
Het vliegveld had aanvankelijk de ICAO-code EBGD (Gand), later veranderde men dit in EBGT.

## Geluidsoverlast
Gedurende de jaren 70 en 80 van de twintigste eeuw klaagden buurtbewoners van het vliegveld dat ze te veel geluidsoverlast ondervonden, teweeggebracht door de overvliegende sportvliegtuigen. Na het opdoeken van het vliegveld kregen deze buurtbewoners echter met een andere vorm van geluidsoverlast te maken: de nachtelijke muziekfestivals in de hallen van Flanders Expo, gevestigd op het terrein van het voormalig vliegveld.

## Ringvaart
De iets ten oosten van het vliegveld gelegen Ringvaart kreeg wel eens bezoek van een landend vliegtuig dat de landingsbaan niet haalde. Zo kwam in 1977 het vliegtuig OO-AMA (een Socata Rallye) op het water nabij de westelijke oever van de Ringvaart terecht.